# Bhilwara
Bhilwara (hindi: भीलवाड़ा) – miasto w Indiach, w stanie Radżastan, na wyżynie Malwa. W 2001 miasto to zamieszkiwało 280 185 osób.
W mieście rozwinęło się włókiennictwo oraz rzemiosło tkackie.